# Kepler-186b
Kepler 186b (hay KOI-571.03) là một ngoại hành tinh cách Trái Đất 600 năm ánh sáng. Kepler-186b có quỹ đạo quay quanh sao lùn đỏ Kepler-186, được đặt theo tên của tàu không gian Kepler vì đã phát hiện ra hành tinh này.
Kepler-186b là hành tinh nằm gần sao chủ nhất so với các hành tinh cùng hệ, vì thế nơi này không thích hợp để sống. Một năm trên hành tinh này chỉ dài 4 ngày do quá gần sao chủ.